# Parlement provincial de Prusse-Occidentale

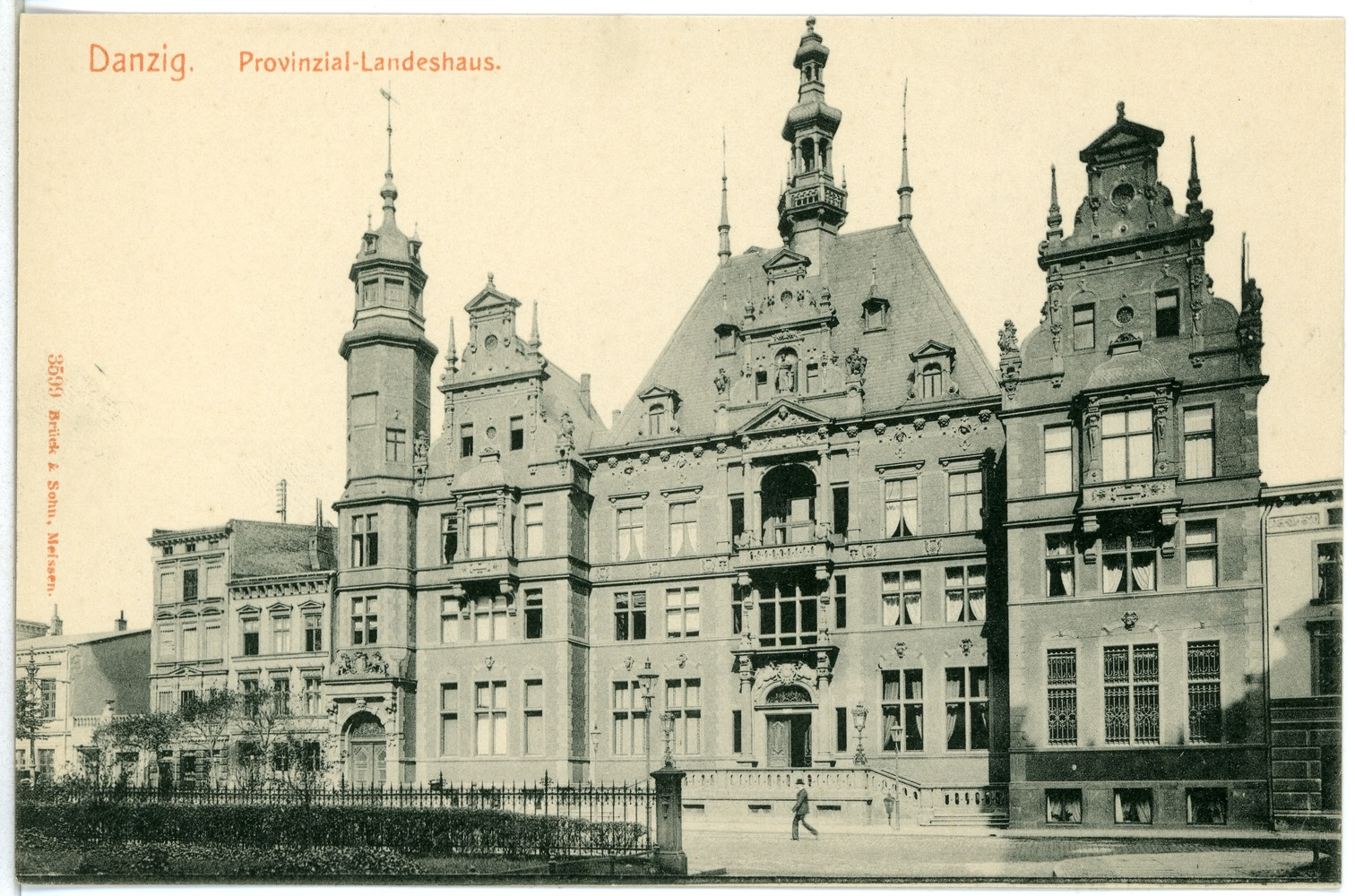
Maison d'État de la province de Prusse-Occidentale à Dantzig, siège du Parlement provincial

Le parlement provincial de Prusse-Occidentale est l'organe représentatif le plus élevé de la province prussienne de Prusse-Occidentale avec son siège à Dantzig. Il est situé sous le Parlement de l'État prussien et existe entre 1878 et 1919 dans la province de Prusse-Occidentale.

## Histoire
En 1823, le roi Frédéric-Guillaume III institue des parlements provinciaux dans toutes les provinces prussiennes. Les provinces de Prusse-Occidentale et de Prusse-Orientale ne sont cependant pas dotées de leur propre parlement provincial. Au lieu de cela, un parlement provincial commun pour la province de Prusse est créé. Le souhait du parlement provincial de créer des parlements communaux en dessous de lui n'est pas exaucé. En 1824, le premier parlement provincial de la province unie de Prusse a lieu à Königsberg. Le lieu de réunion change chaque année entre Dantzig et Königsberg. En 1829, les deux anciennes provinces prussiennes sont réunies pour former une seule province de Prusse.
Avec l'arrêté provincial du 22 janvier 1875, cette structure est abandonnée et des parlements provinciaux distincts sont formés pour les deux provinces. Un parlement commun d'État se réunit pour la dernière fois le 5 juin 1877. Le 19 mars 1878 a lieu la première réunion du nouveau parlement provincial de Prusse-Occidentale. Le commissaire royal est le président Heinrich von Achenbach.
Le parlement provincial est composé de députés des villes et des arrondissements. Dans les villes, les députés sont élus par les assemblées du conseil de la ville. Conformément aux règlements communaux prussiens de 1853, ceux-ci sont élus avec le droit de vote à trois classes. Les conseils d'arrondissements élisent les représentants des arrondissements. Ceux-ci sont choisis parmi trois associations électorales : les grands propriétaires fonciers, les représentants des villes et les représentants des communes.
Les tâches du parlement provincial sont diverses. Il s'agissait notamment de la construction de routes, de petits chemins de fer, d'améliorations et de promotion agricole ainsi que de protection sociale et de promotion culturelle. En 1918, la province de Prusse-Occidentale exploitait trois établissements provinciaux de soins et d'hospitalisation (pour aliénés), deux institutions pour sourds et muets, une maison de redressement et des pauvres ruraux, une institution pour aveugles, une institution provinciale de formation de sages-femmes et une clinique pour femmes. Dans les années 1890, le soutien aux ruraux pauvres s'ajoute aux tâches. Alors qu'au début des années 1880, l'infrastructure de transport absorbe encore 65 % du budget, cette part chute à 26,2 % en 1919. À l'inverse, les dépenses sociales augmentent en conséquence.
Le parlement provincial a élu le comité provincial. Il dirige les affaires entre les parlements des États. Les directeurs d'État (depuis 1896, le titre de gouverneur d'État) sont élus chefs de l'administration provinciale.
Après la fin de la Première Guerre mondiale, de grandes parties de la province de Prusse-Occidentale sont annexées par la Pologne ou séparées du Reich sous le nom de Ville libre de Dantzig contre la volonté de la population. C'est la fin de l'histoire de la province de Prusse-Occidentale et aussi de celle du Parlement provincial. La partie orientale du reste de la province restant en Allemagne devient le district de Prusse-Occidentale de la province de Prusse-Orientale, la partie occidentale de la nouvelle province Grenzmark Posen-Prusse-Occidentale. Les différents parlements provinciaux succèdent dont au parlement provincial de la province de Prusse-Occidentale. Dans la Ville libre de Dantzig, le parlement populaire (de) est institué en tant que représentant du peuple à la Maison d'État de Dantzig.

## Tâches
La tâche la plus importante est la loi budgétaire sur le budget de l'Association provinciale de Prusse-Occidentale. Ce budget permettait de financer, entre autres, l'asile provincial des aveugles, aux trois asiles provinciaux des aliénés (asile provincial des aliénés à Schwetz, asile provincial des aliénés de Neustadt-en-Prusse-Occidentale (de) et asile provincial des aliénés de Konradstein (de) près du Pr Stargard), à l'établissement d'enseignement provincial de Tempelburg. près de Dantzig, les maisons de correction et les ruraux pauvres de Konitz, l'éducation sociale des mineurs, la lutte contre les maladies animales ainsi que la construction et l'entretien des routes provinciales.

## Siège

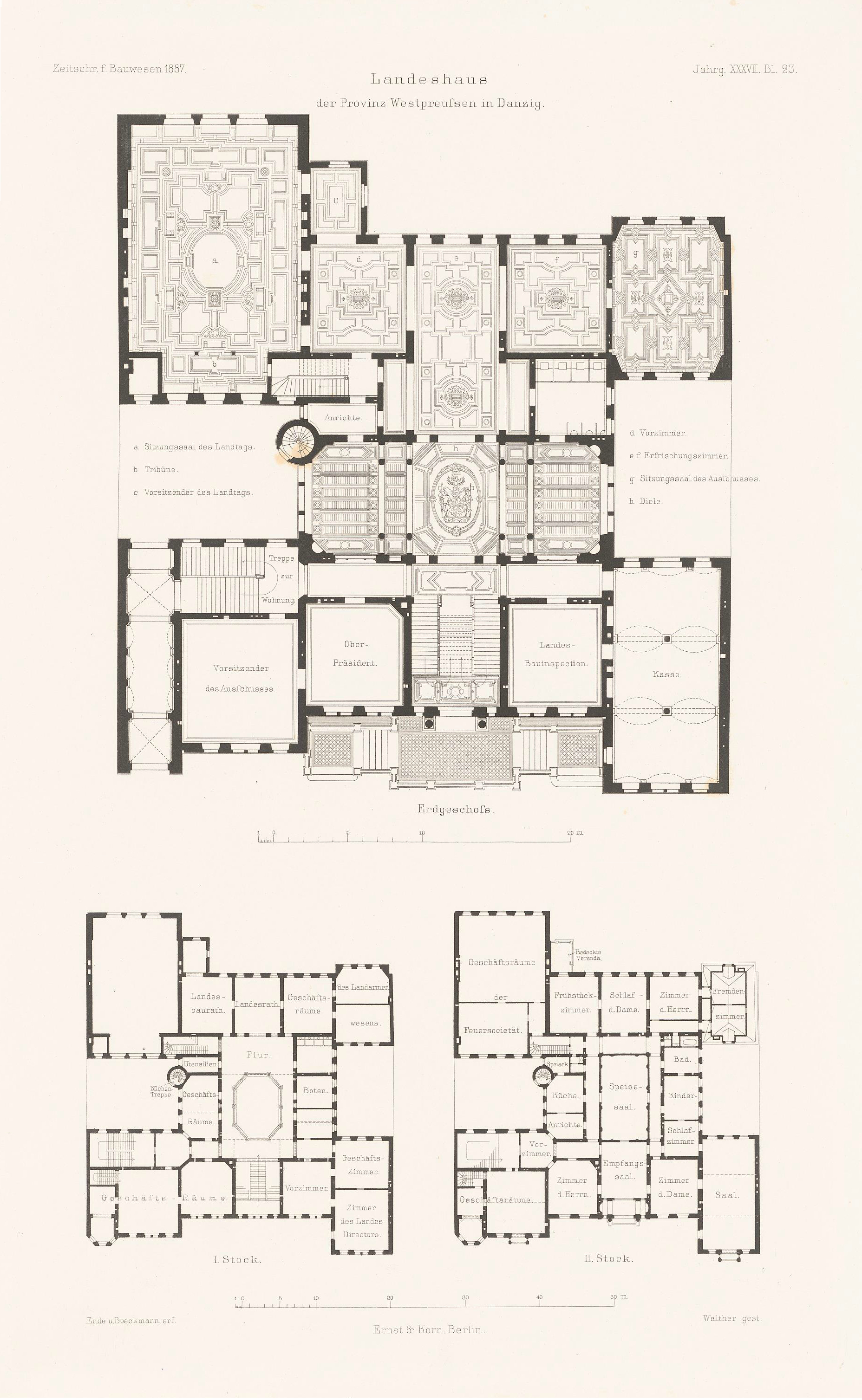
Plan de la Maison d'État de la province de Prusse-Occidentale, Dantzig

En 1880, le parlement provincial décide de construire sa propre Maison d'État. De 1882 à 1885, sur le terrain de Neugarten 23/24, la Maison d'État de la province de Prusse-Occidentale à Dantzig est construite comme siège du Parlement provincial. Les architectes sont Hermann Ende et Wilhelm Böckmann. En 1896, la salle de bal est décorée de statues de Frédéric le Grand et de l'empereur Guillaume Ier et la maison est cérémonieusement inaugurée.

## Personnalités

### Présidents du parlement provincial
- Hermann Conrad (de) 1878-1885
- Heinrich von Rittberg (de) 1885-1890
- Leo von Graß-Klanin (de) 1891-1909
- Heinrich von Keyserlingk (de) 1910-1916
- Elard von Oldenburg-Januschau 1917-1919

### Présidents du comité provincial
- Leopold von Winter (de) 1878-1889
- Heinrich von Rittberg 1890-1894
- Alex Doehn 1895-1908
- Konrad von Finckenstein 1909-1916
- Heinrich von Keyserlingk 1917-1919

### Directeurs d'État/gouverneurs d'État
- Hugo Konrad Ludwig Wehr 1878-1888
- Karl Franz Jaeckel (de) 1888-1899
- Rudolf Hinze 1899-1910
- Arnold Senfft von Pilsach (de) 1910-1919